# Bahnhof Honjō-Waseda
Der Bahnhof Honjō-Waseda (jap. 本庄早稲田駅, Honjō-Waseda-eki) ist ein Bahnhof auf der japanischen Insel Honshū, betrieben von der Bahngesellschaft JR East. Er befindet sich in der Präfektur Saitama auf dem Gebiet der Stadt Honjō und wird ausschließlich von Shinkansen-Zügen bedient.

## Verbindungen
Honjō-Waseda ist ein Zwischenbahnhof an der Schnellfahrstrecke Jōetsu-Shinkansen, die Ōmiya mit Niigata verbindet. Üblicherweise wird der Bahnhof stündlich in beiden Richtungen bedient, während der Hauptverkehrszeit halbstündlich. Dabei gibt es eine zeitliche Aufteilung. Morgens halten Züge der Zuggattung Tanigawa der Jōetsu-Shinkansen zwischen Tokio und Echigo-Yuzawa, anschließend von etwa 10 bis 17 Uhr die Asama der Hokuriku-Shinkansen zwischen Tokio und Nagano sowie von 17 Uhr bis Betriebsschluss wiederum die Tanigawa. Auf dem nördlichen Bahnhofsvorplatz befinden sich zwei Bushaltestellen, die von vier lokalen Linien bedient werden.

## Anlage
Der Bahnhof steht südlich des Stadtzentrums im Stadtteil Wasedanomori. An der Nordseite ist die Umgebung durch ausgedehnte Einkaufszentren und Logistikbetriebe geprägt. Südlich des Bahnhofs erstreckt sich der Honjō-Campus der Waseda-Universität mit den Fakultäten für Informations- und Telekommunikationstechnologie sowie Umwelt- und Energiewissenschaften; hinzu kommen das Universitätsmuseum und ein Wissenschaftspark. In der Nähe ist auch der Shintō-Schrein Yūshō-ji zu finden. Die auf einem Viadukt befindliche Anlage ist von Südosten nach Nordwesten ausgerichtet und umfasst vier Gleise, von denen zwei den hier haltenden Zügen dienen. Diese liegen an zwei vollständig überdachten Seitenbahnsteigen, mit zwei Durchfahrtsgleisen dazwischen. Ebenerdig befindet sich die von zwei Seiten her zugängliche Verteilerebene mit Verkaufseinrichtungen und Dienstleistungen.
Im Fiskaljahr 2019 nutzten täglich durchschnittlich 2233 Fahrgäste den Bahnhof.

## Bilder

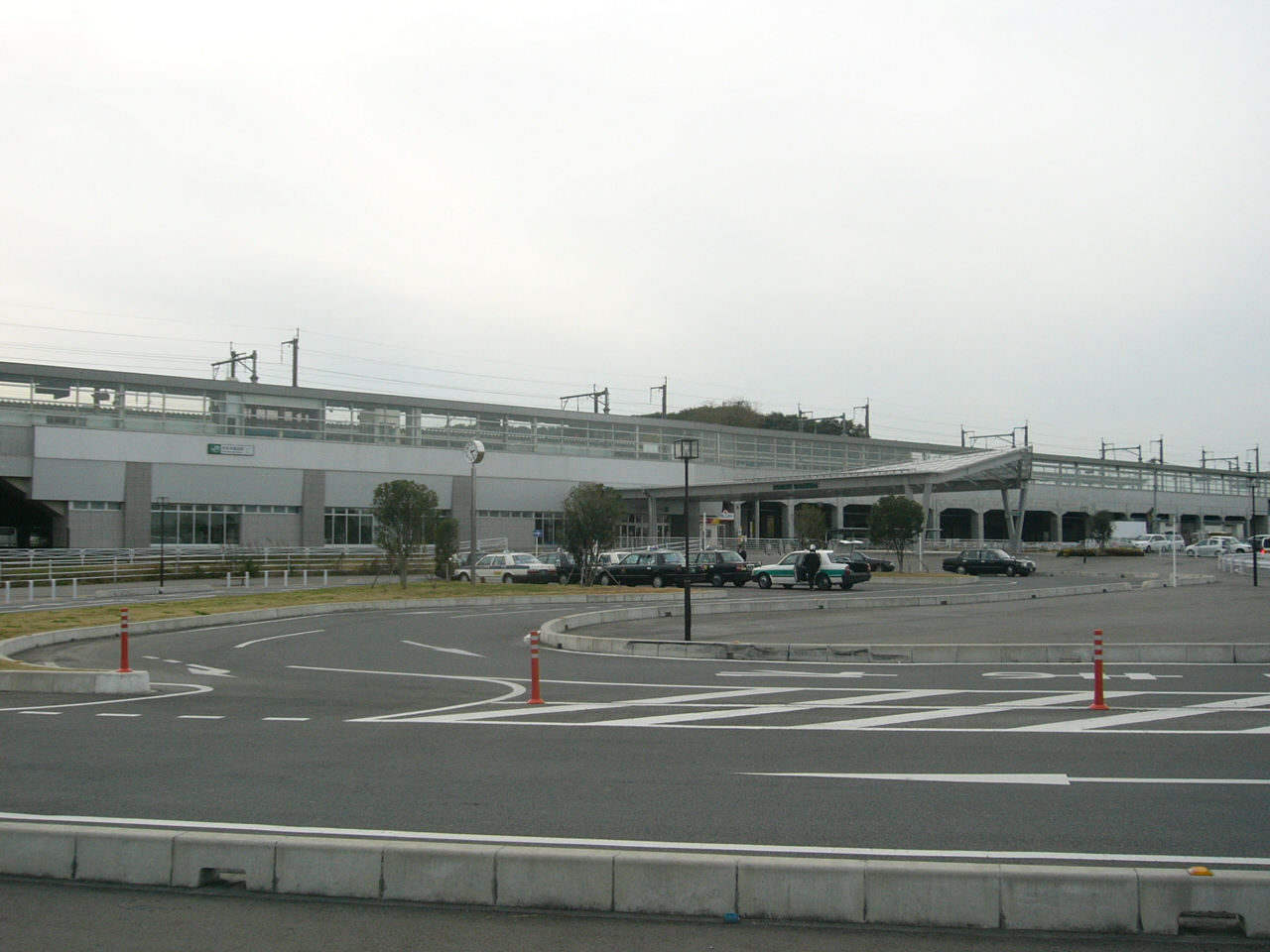
Nördlicher Eingang
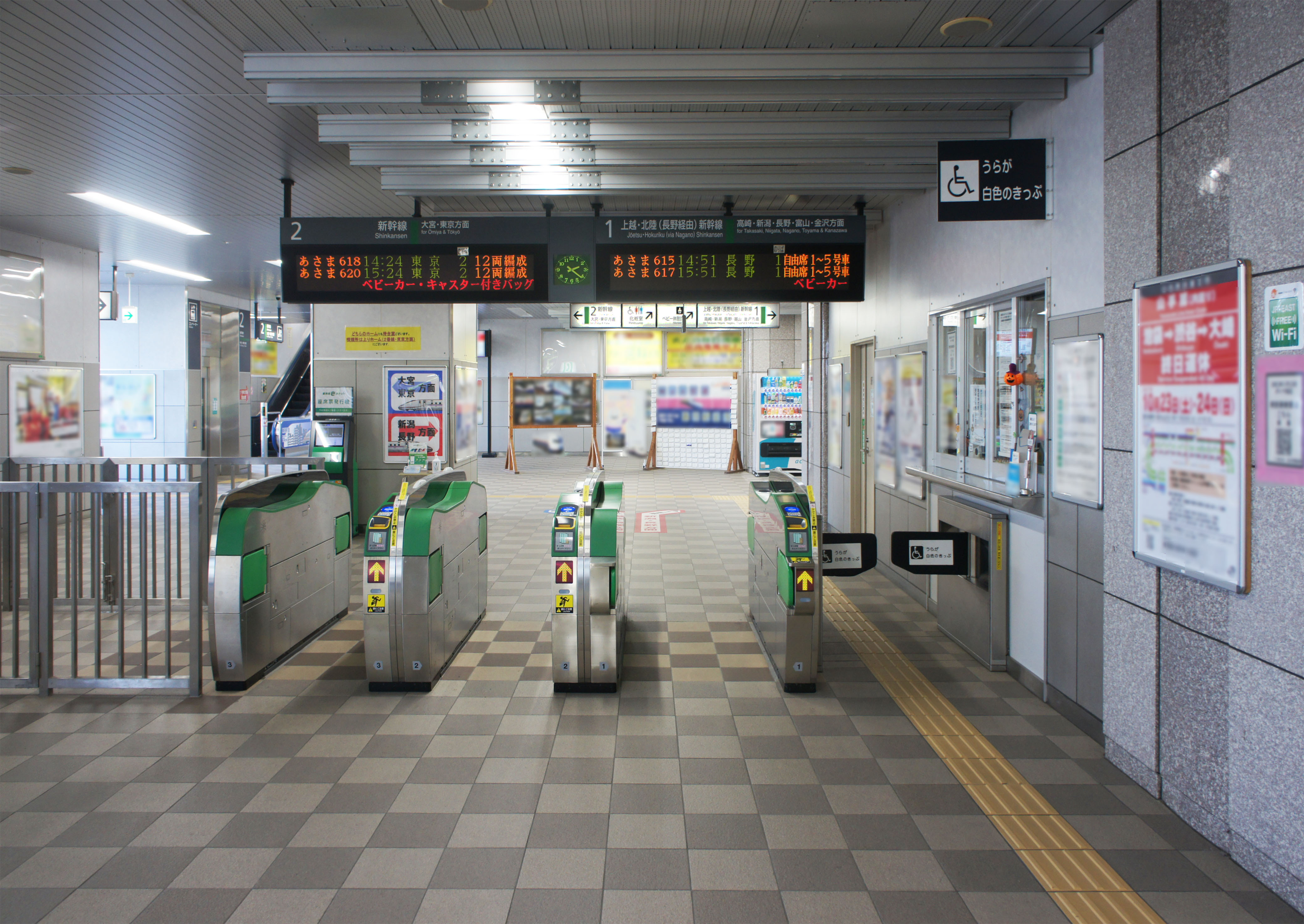
Bahnsteigsperren
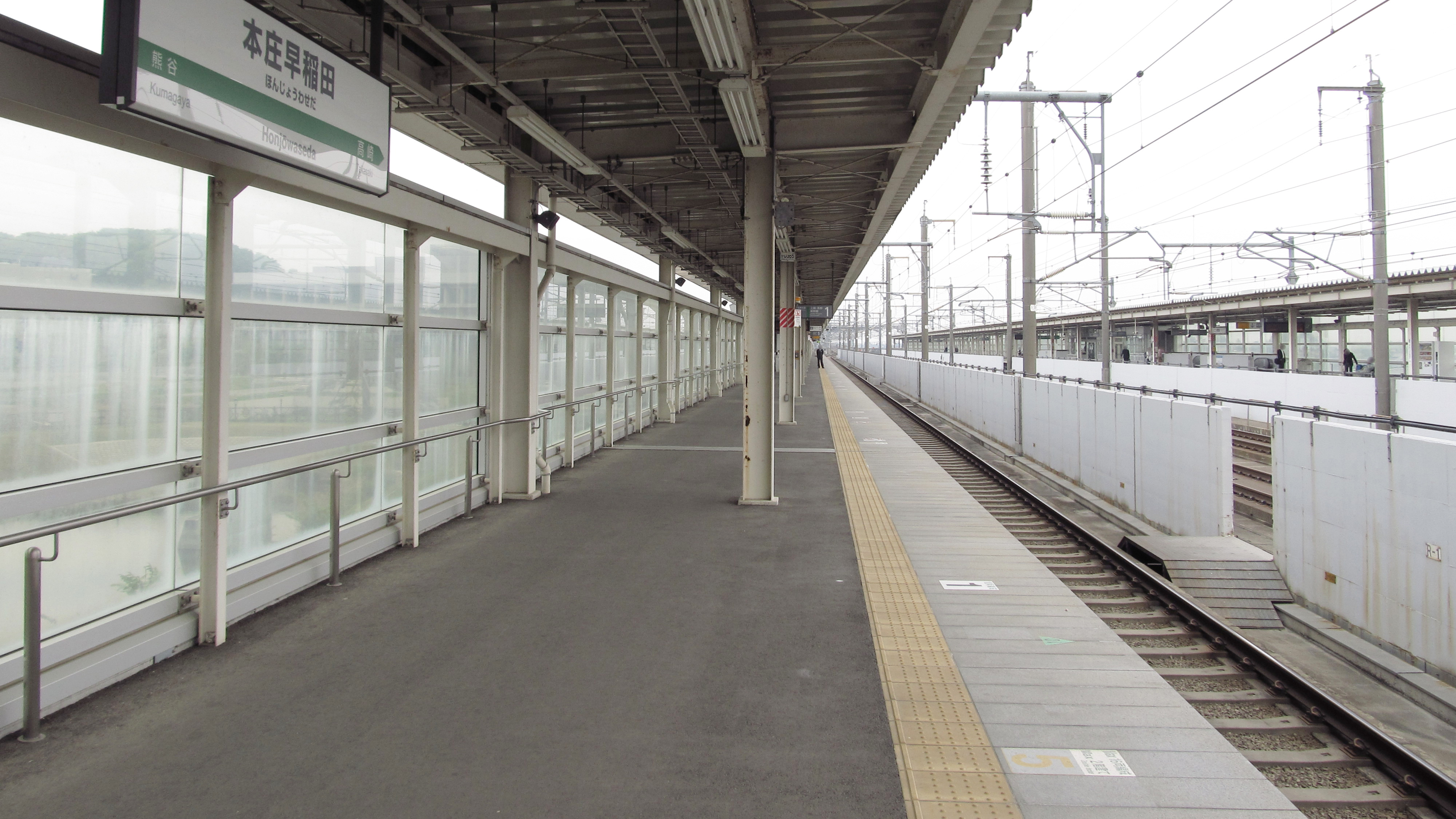
Bahnsteige und Durchfahrtsgleise

## Gleise
| 1 | ▉ Jōetsu-Shinkansen   | Ōmiya • Tokio                                |
| 1 | ▉ Hokuriku-Shinkansen | Ōmiya • Tokio                                |
| 2 | ▉ Jōetsu-Shinkansen   | Takasaki • Echigo-Yuzawa • Nagaoka • Niigata |
| 2 | ▉ Hokuriku-Shinkansen | Takasaki • Nagano • Kanazawa • Tsuruga       |

## Linien
| Verlauf der Jōetsu-Shinkansen                                                                                       |
| --- |
| Ōmiya • Kumagaya • Honjō-Waseda • Takasaki • Jōmō-Kōgen • Echigo-Yuzawa • Urasa • Nagaoka • Tsubame-Sanjō • Niigata |

## Geschichte
Als die Japanische Staatsbahn 1982 die Jōetsu-Shinkansen in Betrieb nahm, existierte bei Honjō noch kein Bahnhof. Die Stadt und umliegende Gemeinden reichten eine Petition ein mit dem Wunsch, nachträglich einen Bahnhof zu errichten. Voraussetzung dafür war, dass sie die Kosten vollständig übernahmen. Um die Kosten in der Höhe von 11,5 Milliarden Yen zu finanzieren, beteiligten sich auch die Präfektur Saitama, regionale Unternehmen, die Waseda-Universität und Anwohner. Am 16. Dezember 1998 unterzeichneten die Beteiligten mit der Bahngesellschaft JR East eine entsprechende Absichtserklärung. Der Spatenstich fand am 1. August 2001 statt. Während der Bauphase war noch Shin-Honjō als Bahnhofsname vorgesehen. Nach einem öffentlichen Wettbewerb (dem ersten dieser Art) fiel die Wahl im Mai 2003 auf Honjō-Waseda, da er sowohl auf die Stadt als auch auf den damals neu entstehenden Universitätscampus Bezug nahm. Nach knapp dreijähriger Bauzeit erfolgte die Eröffnung am 13. März 2004.